# Datsik
Troy Beetles, mais conhecido pelo seu nome artístico Datsik (Kelowna, Colúmbia Britânica, 8 de junho de 1988), é um produtor musical e DJ canadense. Seu primeiro lançamento foi na primavera de 2009.
Nasceu no dia 8 de junho de 1988, no Canadá. Seu nome artístico deriva de seu antigo gamertag do Xbox Live.

Em 2018, Datsik recebeu muitas denúncias de agressão sexual, o que o fez cancelar seus shows e sumir de todas as suas redes sociais . Em seu Twitter, ele fez uma resposta a essas acusações, veja um trecho a seguir:
"[...] Eu sei que esse é um assunto delicado e eu também sou um cara sentimental, então por favor, diga o que vocês devem dizer, mas honestamente eu quero que vocês saibam que isso (a carreira) significa tudo pra mim. [...] Eu vou fazer um grande esforço pra ter certeza que nada que eu faça seja mal interpretado no futuro."
Em novembro de 2019, ele publicou um vídeo de 7 minutos nomeado de Para meus amigos e seguidores (To my friends and followers) em sua página oficial do Facebook pronunciando-se sobre o motivo de sua ausência, porém a resposta dada pelo artista não foi totalmente aceita pelo seu público.
Após um ano e meio, Troy publica 4 faixas após dois anos de inatividade na música: In The Dark, Mental Health, Kira e Cancelled, marcando assim o seu retorno. Nas faixas, apesar de não terem sido bem recebidas por grande parte de seus fãs, ele deixa claro que os lucros das mesmas serão doadas á caridade.